# Estuche

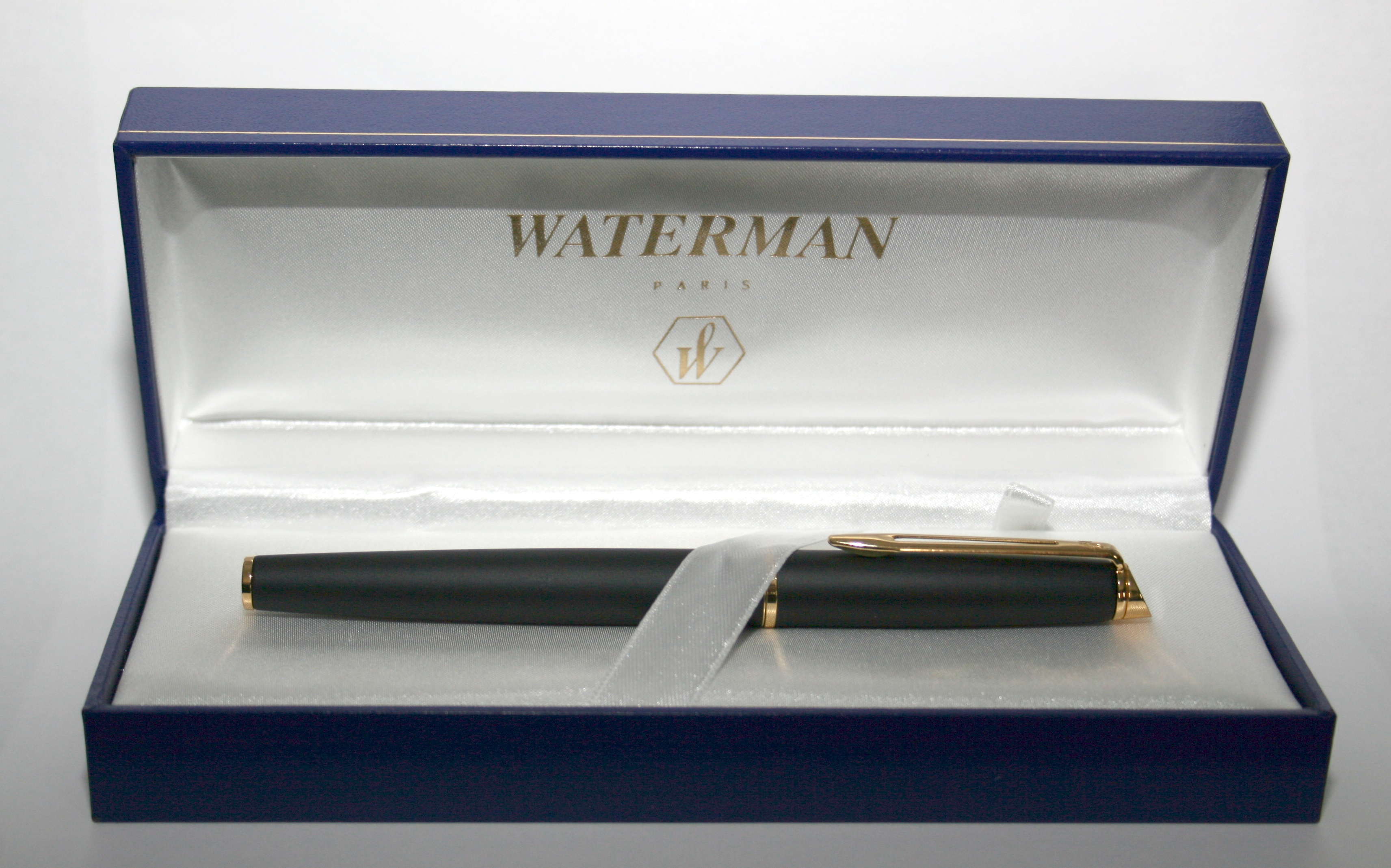
Estuche para bolígrafo.

Un estuche es una caja u envoltura pequeña que se utiliza para guardar cosas de forma ordenada. Generalmente, se usa para guarda cosas de pequeñas dimensiones y de cierto valor: joyas, relojes, plumas estilográficas, etc. A la industria que fabrica y comercializa estuches, se la llama estuchería.
La impresión que se emplea es de alta calidad utilizando la técnica ófset a la que añaden barnices acrílicos o ultravioleta para darles una apariencia brillante. También se pueden completar con coberturas plásticas por peliculado o extrusionado para darles brillo o para permitir su contacto con alimentos. Los acabados especiales mejoran la estética del embalaje: los relieves le dotan de singularidad al tacto y las ventanas plásticas permiten mostrar el producto en su interior.
Cuando está diseñado para guardar material escolar, el estuche pierde la forma dura de caja y adopta otras más elásticas, para un manejo más sencillo y un tacto más adecuado al transporte en mano.

## Protección de estuche
En muchas ocasiones, y dependiendo del objeto, el estuche cuenta con un forrado interno para evitar el maltrato del objeto a ser cuidado. El forro interior puede ser de tela o de material esponjoso como la espuma de poliuretano para ayudar a amortiguar el impacto en caso de que, por ejemplo, se cayera el estuche con el objeto dentro o durante su transporte. Además, el forro suele ser suave para evitar rayar o alterar el acabado externo de los objetos, ya que normalmente se usa para guardar los pañuelos y bolígrafos en esta sociedad.